# Patagonia
A Patagonia Inc. magántulajdonban lévő amerikai vállalat, amely outdoor ruházati termékeket gyárt. A céget Yvon Chouinard alapította 1973-ban a kaliforniai Venturában. Több, mint 10 országban működtet üzleteket, illetve 16 országban vannak gyártelepei. Nevét a Dél-Amerikában található régióról kapta. A vállalat leginkább környezettudatos tevékenységeiről ismert.
A cég gyökerei 1957-re nyúlnak vissza. Yvon Chouinard sziklamászó ebben az évben kezdte el forgalmazni kézzel készített hegymászó felszerelését Chouinard Equipment nevű cégén keresztül. 1965-ig egyedül dolgozott, majd összefogott Tom Frosttal, hogy növelje termékei minőségét. A Patagonia cég első üzlete, a Great Pacific Iron Works 1973-ban nyílt meg, a venturai Santa Clara Streeten, Chouinard kovácsműhelye közelében. 1981-ben a Patagonia és a Chouinard Equipment beleolvadtak a Great Pacific Iron Works-be. 1984-ben Lost Arrow Corporation-re változott a Great Pacific Iron Works neve.
2022 szeptemberében Chouinard eladta a cége tulajdoni jogát egy alapítványnak, amelyet a családja üzemeltet. Ezt a cselekedetét a klímaváltozással és a föld védelmével indokolta. A további opció az lett volna, hogy tőzsdére viszik a céget, de ezt Yvon Chouinard ellenezte. Ezzel, hogy eladta a céget, ezzel az adózást is elkerülte, mivel a tulajdonrész egy nonprofit szervezethez került, miközben tulajdonképpen bizonyos mértékig továbbra is a cég tulajdonosa.
Bevételeinek 1%-át jótékony célokra fordítja, a One Percent for the Planet szervezeten keresztül, amelynek Chouinard az egyik alapítója volt. Reklámjaiban továbbá kihangsúlyozza a divat negatív hatásait a környezetre, felújítja a régi ruhákat, illetve újrahasznosított ruhákat ajánl.